# 佐井村
佐井村（日语：／ Sai mura */?）是位於日本青森縣北部的村，地處下北半島西側。西邊面向津輕海峽，當地人口多集中在沿海的佐井地區。佐井村在日常生活方面主要依賴陸奧市與大間町，村內的佛浦位於下北半島國定公園的範圍內，並且被指定為日本的天然紀念物。當地以漁業為主，主要海產為海膽和海帶等。

## 地理
佐井村境內約93%的面積被山林與原野覆蓋。東部以村内最高峰 - 海拔776.3公尺的大作山為中心與轄區邊界的山岳相連，西邊則隔著津輕海峽與北海道渡島半島相望。境內共有9個聚落，分別是位於沿海地區的原田、古佐井、大佐井、矢越、磯谷、長後、福浦、牛瀧8個聚落，以及位於山間地帶的川落聚落。大佐井川、古佐井川等共9條河川流經村内，並往西注入津輕海峽。福浦川、原田川、長後川、牛瀧川等河在境內多呈直線狀。

### 氣候
佐井村受到對馬暖流的影響，轄區上空常被低氣壓籠罩，冬季至春季強烈的西北季風對當地造成風害與鹽害。佐井村的年均溫約為11.4 度，年降雨量約800毫米，積雪深度最深則可達60公分。沿海地區在冬季因受到西北季風吹拂，因此積雪較少，而山區的積雪量則相當深。

## 歷史
佐井村的古佐井和與大佐井和沿岸曾發掘出許多土器與石器，推測當地在古時為蝦夷的居住地。村內的八幡堂遺跡曾發掘出重疊埋設土器和二重口綠土器，糠森遺跡則發掘出日本最大的鐸型土製品。根據日本書紀記載，齊明天皇5年（659 年），阿倍比羅夫再次征討秋田、能代與津輕地區的蝦夷，並在津輕的有馬濱（現深浦町) 舉行歸順儀式和慶典。當時來自膽振鉏的20名蝦夷也被邀請參加此次儀式，而據說膽振鉏的蝦夷便是來自佐井地區的蝦夷。
佐井地區在中世紀時被稱為宇曾利鄉，並且被安藤氏統治。文治5年 (1189年) ，南部光行被授予糠部5郡，當地也受到南部氏的支配。江戶時代，盛岡南部氏在田名部 (現陸奧市) 設立代官所進行管轄。享和3年 (1803年），江戶幕府指定佐井為渡海前往蝦夷地 (函館) 的港口。此後直至明治初期，當地與北海道之間有許多日本和船往來，佐井也作為下北半島上的良港而繁榮。
1889年（明治22年），佐井村與長後村合併成現今的佐井村。

## 行政
- 村長：樋口秀視（任期：2014年4月23日～）
- 村議會：12人（全為無政黨）

## 經濟
佐井村的基礎產業為漁業，當地從事漁業的人員佔村内就業總人口的30%。境内共有7個漁港，分別為佐井漁港、原田漁港、矢越漁港、磯谷漁港、長後漁港、福浦漁港與牛瀧漁港。當地的水產業以捕撈海藻和以小型定置網為中心的沿岸漁業為主。

### 金融機構
- 下北信用金庫佐井分店

### 郵政

#### 收集和遞送據點
- 郵政事業陸奧分店
  - 佐井收集和遞送據點

#### 郵政局
- 佐井郵政局（84032）
- 牛瀧簡易郵政局（84709）
- 長後簡易郵政局（84791）

## 社會施設
- 津輕海峽文化館「アルサス」
- 歌舞伎之館
- 佐井村農業研修中心

## 交通

### 路線巴士
- 下北交通
  - 佐井線（佐井～大間～大畑～陸奧）
  - 長後線（佐井～長後）

### 道路
- 一般國道
  - 國道338號
- 主要地方道
  - 青森縣道46號川內佐井線（通稱：羚羊線）
- 一般縣道
  - 青森縣道253號長後川內線
  - 青森縣道284號藥研佐井線

## 觀光
- 下北半島國定公園：範圍包括村內的8成海岸線及山間的一部份。
- 佛浦（正式名稱：佛宇多）：被指定為自然保護物。會有定期觀光遊覽船航行。
- 願掛岩：看起來好像是擁有不同樣子的男女相抱著的岩石。自以前起就作為姻緣石及信仰的對象。
- 福浦歌舞伎：在明治20年，根據中村菊五郎夫妻口傳。已經用口耳傳承100年以上。被指定為青森縣無形民俗文物。
- 木彫十一面觀音立像（円空作）：被指定為本縣重要寶物（長福寺）。
- 箭根森八幡宮：1062年，源賴義從により請來。
- 箭根森八幡宮例大祭：為京都祇園祭的演化。
- 縫道石山、縫道石：特殊植物群落、國家自然保護物 （页面存档备份，存于）
- 三上剛太郎生家：招牌為三村申吾（日本赤十字社青森縣分部長、青森縣知事）的揮毫 [12]。
- 佐井村海峽ミュウジアム（大佐井）

## 教育
於2006年（平成18年）4月1日，原田小學、磯谷小學、長後小學合併為佐井小學，磯谷中學、長後中學則合併為佐井中學。
- 中學
  - 佐井村立佐井中學
- 小學
  - 佐井村立佐井小學
- 中小學併設校
  - 佐井村立牛瀧中小學（本州唯一的僻地5級校）
  - 佐井村立福浦中小學

## 姊妹城市、友好城市

### 國內
- 南茅部町 - 於1975年（昭和50年）3月25日締結友好城市。（南茅部町於2004年12月1日併入北海道函館市）

## 本地出身的名人
- 三上剛太郎（醫生）
- 若山弦藏（聲優） - 出生於庫頁島，雙親出身於佐井村